# Lanquín
Lanquín est une ville du Guatemala dans le département d'Alta Verapaz.